# ジーン・サラゼン
ジーン・サラゼン（Gene Sarazen、1902年2月27日 - 1999年5月13日）は、アメリカ・ニューヨーク州ハリソン出身のプロゴルファーである。1920年代から1930年代にかけて活躍し、プロゴルファーとして史上初の「キャリア・グランドスラム」を達成した名選手である。またゴルフの技術革新にも大きく貢献し、特に英国リンクスコースのバンカーを攻略するために「サンドウェッジ」を発明したことで知られる。晩年には彼の名前を冠した「ジーン・サラゼン・ジュンクラシック」（株式会社JUN主催）で毎年日本を訪れていたことから、他のゴルフの歴史的選手に比べて日本でも馴染み深い人であった。イタリアからの移民の家庭に生まれたため、本名は「エウゲニオ・サラセニ」（Eugenio Saraceni）という。1935年4月8日の第2回マスターズ最終日15番ホール（パー5）での残り235ヤードの第2打を4番ウッドで打って大逆転優勝に繋がるアルバトロス（ダブルイーグル）をスコアしたスーパーショットが特に有名であり、コースレイアウトが変わった今日も15番ホールグリーンとフェアウェイをつなぐ橋はサラゼンブリッジと呼ばれている。試合後、このミラクルセカンドショットに対して、サラゼンは「ショットそのものよりも、このショットを打つために費やした膨大な練習量を誇りに思う」とコメント。

## 人物
ジーンの家族はイタリア・ローマからアメリカに移住し、父親は大工であった。貧しい家庭に育った彼は学校を6学年で中退し子供の頃から色々な仕事を手伝ったが、10歳でキャディの仕事についたことがきっかけでゴルフを始めた。1921年に19歳でプロゴルファーに転向し、この時にイタリア系の「エウゲニオ・サラセニ」から「ジーン・サラゼン」という名前に改名した。翌1922年に全米オープンと全米プロでメジャー大会に年間2冠を獲得し、ここからサラゼンの歴史が始まる。1923年にはマッチプレー方式の全米プロに2連覇を達成した。サラゼンは「プロゴルファー」として最初期の選手であったため、ライバルとしてウォルター・ヘーゲンと戦う機会が多かった。それからしばらくメジャー大会の優勝から遠ざかった時期もあったが1932年に全米オープンで10年ぶり2度目の優勝を果たし、同年に全英オープンでも初優勝を成し遂げた。1933年に全米プロゴルフで10年ぶり3度目の優勝。
マスターズは1934年にボビー・ジョーンズによって創設され、第1回の優勝者はホートン・スミスであった。ジーンは第2回の優勝者となり、こうして現在の定義による「キャリア・グランドスラム」を達成した。ジョーンズは1930年に「年間グランドスラム」を達成した選手であるが彼は生涯アマチュアを貫いた人であり、彼が1年間のうちにすべて制覇した大会は全米オープンと全英オープン、そして全米アマチュアと全英アマチュアであった。ジョーンズがマスターズを創設したことによりゴルフにおける「4大メジャー大会」の定義が変わり、2つのアマチュア大会に代わってマスターズと全米プロがメジャー大会として扱われるようになった。したがって、ジーンが（マスターズの創設前に）3度優勝した全米プロが公式な優勝記録として扱われる。メジャー大会通算「7勝」は、アーノルド・パーマーらと並ぶ歴代7位タイ記録となった。最後に出場した公式競技試合はトゥルーン・オールドコース開催の第102回全英オープンであり、大会史上最高齢の71歳で臨み、大会初日（1973年7月11日、全英オープン初出場から50年後）の8番ホール（パー3、126ヤード）で5番アイアンを振り抜くとノーバウンドで直接カップに入るホールインワンとなり、ホールインワンのツアー最年長記録となっている。また、翌日の8番ホールではティーショットをバンカーに入れたが、バンカーショットがチップインバーディとなり、この難関ホールを2日間パターを使用せず計3打にまとめた。このホールは地形が険しいことからAilsa､グリーンが小さいことからPostage Stampという通称を持ち、1950年の全英オープンではドイツ人アマチュアのヘルマン・ティシーズが設置されていた3つの深いバンカーすべてに捕まり14オン1パットの15打を記録、1997年にはプロとして初めて全英オープンに臨んだタイガー・ウッズが7打を叩いたことがある。なお、サラゼンは翌1974年のロイヤルリザム＆セントアンズ開催の第103回全英オープンの招待も受けたが、「出場したら棺桶行きだよ」と辞退した。
1974年に世界ゴルフ殿堂が設立され、ジーンは直ちに殿堂入りを果たす。翌1975年にジーンがコース設計を監修した「ジュンクラシック・カントリークラブ」（JUN所有）が栃木県那須郡小川町（現在の那珂川町）に設立され、1977年から彼の名前を冠した「ジーン・サラゼン ジュンクラシック」がスタートした。ジーンはこのトーナメントの主催者として毎年日本を訪れたことにより、日本のゴルフファンにとっては他の歴史的名選手に比べて馴染み深い存在となった。ジーンは長寿に恵まれた人として現役選手時代を一緒に戦った人たちの回想記も語り、これは日本語訳で読むことができる。1999年5月13日、ジーンは97歳の天寿を全うした。

## プロ優勝歴

### PGAツアー優勝 (39)
- 1922 (3) サザン（スプリング）オープン、 全米オープン, 全米プロゴルフ選手権
- 1923 (1) 全米プロゴルフ選手権
- 1925 (1) メトロポリタン・オープン
- 1926 (1) マイアミ・オープン
- 1927 (3) ロングアイランド・オープン, マイアミビーチ・オープン, メトロポリタンPGA
- 1928 (4) マイアミビーチ・オープン, マイアミ・オープン, ナッソー・バハマ・オープン, メトロポリタンPGA
- 1929 (2) マイアミ・オープン, マイアミビーチ・オープン
- 1930 (8) マイアミ・オープン, Agua Caliente Open, Florida West Coast Open, Concord Country Club Open, United States Pro Invitational, ウェスタン・オープン, Lannin Memorial Tournament, Middle Atlantic Open
- 1931 (3) Florida West Coast Open, La Gorce Open, Lannin Memorial Tournament
- 1932 (4) True Temper Open, Coral Gables Open, 全米オープン, 全英オープン
- 1933 (1) 全米プロゴルフ選手権
- 1935 (3) マスターズ・トーナメント, マサチューセッツ・オープン, ロングアイランド・オープン
- 1937 (2) Florida West Coast Open, Chicago Open
- 1938 (1) Lake Placid Open
- 1941 (1) Miami Biltmore International Four-Ball (with ベン・ホーガン)

太字はメジャー大会優勝
Source:

### その他優勝
this list may be incomplete
- 1928 マイアミ・インターナショナル・フォアボール (with ジョニー・ファレル)
- 1939 メトロポリタンPGA

### シニア優勝
- 1954 全米プロシニアゴルフ選手権
- 1958 全米プロシニアゴルフ選手権